# Prendimi l'anima (singolo)
Prendimi l'anima è un singolo del cantautore italiano Massimo Di Cataldo, pubblicato il 19 maggio 2017 come primo estratto dall'ottavo album in studio Dal profondo.

## Descrizione
Con questo brano il cantautore affronta il tema della difficoltà di comunicazione tra le persone nell'era dei social network. La canzone è un invito a ritrovare le relazioni vere per sottrarsi all’autolesionismo, all’isolamento e ad altre situazioni pericolose generate dalla rete.

## Video musicale
La regia del videoclip del brano è stata curata da Matteo Bianchi. Nel video due ragazzi vagano per la città senza incontrarsi, usano il telefonino per orientarsi, per ascoltare musica, per chattare e parlare, ma sono soli e malinconici, finché non si incontrano ad un concerto in un club dove, guardandosi negli occhi, finalmente sorridono, mentre Di Cataldo canta sul palco.

## Tracce
1. Prendimi l'anima – 3:49